# Alfred Kroeber
Alfred Louis Kroeber (ur. 11 czerwca 1876 w Hoboken, zm. 5 października 1960 w Paryżu) – amerykański antropolog kulturowy, z pochodzenia Niemiec. Jego głównym przedmiotem zainteresowań była etnosocjologia, badania nad kulturami ludów pierwotnych, teoria i historia kultury.

## Życie rodzinne
Rodzice Kroebera byli niemieckimi protestantami z wyższej klasy średniej. Ojciec Florence Kroeber miał dziesięć lat, gdy jego rodzina wyemigrowała z Niemiec do USA. Jego matką była Johanna Muller. Mieli oni czwórkę dzieci z czego Alfred był najstarszy. Kilka lat po jego narodzinach przeprowadzili się z Hoboken w stanie New Jersey do Nowego Jorku. Tam Kroeber dorastał i rozpoczął swoją naukę. Kroeber był żonaty dwukrotnie. W 1906 ożenił się z Hanriette Rothschild, która zmarła na gruźlicę w 1913 po pięciu latach choroby. Swoją drugą żonę, Theodorę Krakow Brown, poślubił w 1926 i miał z nią dwójkę dzieci: Karla Kroebera i Ursulę Kroeber Le Guin, znaną pisarkę s-f i fantasy. Jego dzieci wychowywały się razem z adoptowanymi przez Kroebera synami żony z pierwszego małżeństwa: Cliftem i Theodorem Brown.

## Wczesne lata kształcenia
Rodzina Kroebera była dwujęzyczna, ale w domu mówiło się po niemiecku. W dzieciństwie uczył się on również łaciny i greki. Można przypuszczać, że te wczesne zetknięcie z tyloma językami przyczyniło się potem do zainteresowania badacza lingwistyką. Gdy Alfred skończył siedem lat, zakończył naukę domową. Jego oraz szóstkę innych dzieci zaczął uczyć prywatny, niemiecki nauczyciel dr Bamberger. W kolejnych latach przygotowywał się do pójścia na studia w szkole średniej Sachs' Collegiate Institute. Alfred kontynuował tam naukę, z roczną przerwą, aż do czasu, gdy wstąpił na Uniwersytet Columbia w 1892 roku w wieku 16 lat.
Wczesne lata ukształtowały jego charakter i zainteresowanie historią naturalną, zamiłowanie do języków obcych, niezwykłą spostrzegawczość estetyczną, fachowość i chęć do wykonywania wszystkich prac wymagających skrupulatności. Podczas studiów licencjackich na Uniwersytecie Columbia z niewielkim kręgiem przyjaciół założył czasopismo, które choć miało głównie charakter literacki, pozwalało sobie na krytykę wielu podmiotów, w tym uniwersytetu.

## Kariera
Alfred Kroeber rozpoczął studia na Uniwersytecie Columbia w Nowym Jorku, gdy antropologia nie była jeszcze osobną dyscypliną naukową. Do uczestnictwa w seminarium Franza Boas’a w 1896 roku, skłoniła go czysta ciekawość. Jednak jego zainteresowanie w tym kierunku rozwijały się stopniowo. Antropologia przerodziła się w jego pasję dopiero kiedy jako student pracował nad badaniami o Eskimosach i Czinukach w Nowym Jorku. W tym czasie Kroeber zaczął również uczestniczyć w innych kursach antropologicznych. Prowadził wówczas badania terenowe wśród plemion Arapaho, Ute, Szoszon i Banok. W 1897 roku został magistrem filologii angielskiej na Uniwersytecie Columbia, a temat jego pracy brzmiał The English Heroic Play. W latach 1897–1899 pracował jako asystent nauczyciela. Na swoich kursach nauczał o XVIII-wiecznej literaturze angielskiej. Wiosną 1901 roku obronił doktorat.
W 1901 roku Alfred Kroeber przybył na Uniwersytet Kalifornijski w Berkeley. Z tym miejscem związał się jako naukowiec i dydaktyk do końca swojego życia. W latach 1916–1946 był tam profesorem antropologii, a w 1919 roku został profesorem zwyczajnym. Ponadto od 1909 roku był kuratorem Uniwersyteckiego Muzeum Antropologicznego, a od 1923 roku jego dyrektorem. W 1917 roku założył Amerykańskie Towarzystwo Antropologiczne, któremu przez wiele lat przewodniczył. W 1946 roku został profesorem emerytowanym na Uniwersytecie Kalifornijskim. 

## Poglądy badacza
Kroeber uważał się jednocześnie za humanistę i przyrodnika. Mówił, że historia naturalna, którą zajmowała się wówczas etnografia, jest historią ludzkiego zwierzęcia. Prawdziwy zapis etnograficzny według niego odnosił się bardziej do zwierzęcej struktury i zachowań niż do ludzkiej psychologii. W związku z tym podejmował badania odległe od swojego głównego pola zainteresowań (kultury ludzkiej). Prowadził prace badawcze nad porozumiewaniem się pszczół i innych społeczeństw zwierzęcych.
Kroeber dostrzegał ówczesny problem zachodzenia na siebie antropologii i socjologii w zakresie pojęć kultury i społeczeństwa. W 1936 roku napisał na ten temat artykuł So-called Social System, w którym prezentował swój pogląd na jednorodność przedmiotu nauk społecznych. W 1958 roku kolejny raz w artykule The Personality of Anthropology zwracał uwagę na to, co łączy i dzieli antropologię oraz socjologię, wskazując przy tym, że to pierwsze jest sprawą większej wagi. Według niego to, co łączy te dwie dziedziny,  to wspólny obiekt, nazywany przez Émile Durkheima ,,faktem społecznym” czy przez Edward B. Tylora ,,kulturą”. Natomiast to, co dzieli, to skłonności badaczy: socjologa do zajmowania się społecznymi danymi, strukturą, procesem; antropologa do badania wszystkiego, co określane jest przymiotnikiem ,,kulturowy”. Jeszcze w tym samym roku Kroeber opublikował wraz z socjologiem Talcottem Parsonsem artykuł The Concept of Culture and of Social System, w którym zawarł przemyślenia dotyczące koncepcji społeczeństwa oraz kultury. Publikacje Kroebera pokazują, że wszystko co kulturowe i społeczne stanowi tylko aspekty tego samego zjawiska.

## Badania terenowe
Alfred Kroeber odrzucał uogólnienia naukowe. Szeroko wykorzystując najnowsze techniki i metody badawcze zachowywał głęboko humanistyczne ujmowanie zjawisk kulturowych w ich wielowymiarowej złożoności. W swoich badaniach korzystał z wielu dziedzin pokrewnych. Prowadził badania jako etnograf, uznając etnografię za trzon antropologii. Przy pomocy lingwistyki szukał powiązań językowych grup kulturowych i rasowych  na badanych obszarach. W kontekście psychologii rozważał, w jakim zakresie antropologia może korzystać z poglądów Sigmunda Freuda. W sposób charakterystyczny dla historyków spisywał, gromadził i analizował legendy oraz mity wymierających społeczności (np. plemiona Indian obu Ameryk). Prowadził szereg badań ankietowych stosowanych w socjologii. Łączył role geografa, socjologa i kulturoznawcy, kiedy badał zależności istniejące pomiędzy środowiskami geograficznymi a kulturami rozwijających się tam społeczeństw (Cultural and Natural Areas of Native North America, 1939). Niektóre z jego dzieł mają również charakter filozoficzny.
Działalność naukowa Kroebera przejawiała się w dwóch aspektach: czysto naukowym i humanistycznym. Przez naukowy aspekt, rozumiana jest intelektualna wartość jego spuścizny. Przykładami są: podręcznik Anthropology (1923); wynik obserwacji rozwoju Filipin, które dały wzór badań nad procesami formowania się narodu z pierwotnych plemion; fakt, że w wyniku działalności naukowej badacza, tematem Indian zainteresowali się psychoanalitycy. Jednak najważniejszym przykładem spuścizny naukowej Kroebera jest jego umiejętność utrzymania równowagi pomiędzy elementami scjentystycznymi a filozoficzno-humanistycznymi w trakcie swojej kariery naukowej. Z tego też wynika problem skategoryzowania jego przynależności do konkretnej epoki. Gdy mowa o humanistycznym aspekcie działalności naukowej Alfreda Kroebera, na pierwszym miejscu jest jego ogromny wysiłek włożony w ocalenie przed zniknięciem pierwotnych kultur i języków Indian Ameryki Północnej. Jego dzieło Handbook of the Indians of California (1925) jest podstawowym źródłem wiedzy o tej Ameryce. Badania Kroebera obejmują również Amerykę Południową i Indian zamieszkujących okolice Peru, gdzie dokonał odkryć archeologicznych, które pozwoliły mu na próbę klasyfikacji kultur peruwiańskich.
Prowadził badania antropologiczne w krajach obu Ameryk, głównie w amerykańskim Nowym Meksyku (1915–1920), Meksyku (1924, 1930) i Peru (1925, 1926, 1942), badał tam pierwotne kultury indiańskie (np. Mohave, Zuni, Yurok). Badania częściowo prowadził również w Azji Południowo-Wschodniej.
Współpracował także z Ishi, ostatnim Indianinem z ludu Yana, którego historię życia opisała żona Kroebera, Theodora Kroeber w książce pt. Ishi in Two Worlds.
Po przejściu na emeryturę Kroeber nie przerwał działalności naukowo-pisarskiej. Jeszcze w 1959 roku, tuż przed śmiercią, wspólnie z Samuelem A. Barrettem podjął się utrwalenia na taśmach magnetofonowych i kolorowych filmach resztek kultury i języka Indian amerykańskich, przyjmując na ten cel pomoc finansową (76 tys. dolarów) z National Science Foundation.

## Najważniejsze prace
- Peoples of Philippines (1919)
- Anthropology (1923)
- Handbook of the Indians of California (1925)
- Culture Element Distribution (1936)
- Cultural and Natural Areas of Native North America (1939)
- Configurations of Culture Growth (1944)
- Anthropology: Race, Language, Culture, Psychology, Prehistory (1948)
- Culture. A Critical Review of Concepts and Definitions (współautor: Clyde Kluckhohn, 1952)
- The nature of culture (1952)
- Style and Civilization (1957)
- Anthropologist Looks at History (1963)

## Nagrody i wyróżnienia
Za osiągnięcia naukowe Alfred Kroeber otrzymał najwyższe odznaczenia antropologiczne:
- angielski Medal Huxleya (data przyznania: 1945)
- amerykański Medal Viking Fund (data przyznania: 1946)

Ponadto Uniwersytet Kalifornijski w Berkeley, na którym był właściwym twórcą departamentu antropologii, uczcił go za życia dając najnowocześniejszemu budynkowi na kampusie nazwę: Kroeber Hall. Tam też założono Kroeber Anthropological Society.

## Tłumaczenia prac na język polski
- Istota kultury, Wyd I i II: tłum. Piotr Sztompka, Warszawa 1973, 1989, Państwowe Wydawnictwo Naukowe; Wyd III: Warszawa 2002, Wydawnictwo Naukowe PWN, s. 388, ISBN 83-01-04107-2 (The Nature of Culture 1952)